# Зоология (Быховский и другие)
«Зооло́гия. Учебник для 6–7 классов средней школы» — учебник по биологии для средней школы на русском языке, рассчитанный на 2 учебных года. Издавался в СССР начиная с 1969 года и в Российской Федерации до конца 1990-х (в 2000 году вышло 28-е издание).

## История
В период с конца 1940-х по конец 1960-х годов Министерством просвещения РСФСР был утверждён единственный учебник зоологии для 7-го класса средней школы, написанный педагогами В. Ф. Шалаевым (1890—1969) и Н. А. Рыковым (1910—1984), который с 1949 по 1968 год был издан 13 раз и разрабатывался в соответствии с итогами августовской сессии ВАСХНИЛ 1948 года и законом «Об укреплении связи школы с жизнью и о дальнейшем развитии системы народного образования в СССР» (1958).
В первой половине 1960-х годов (после окончания периода лысенковщины) наряду с другими учебниками того периода учебник Шалаева и Рыкова подвергся резкой публичной критике со стороны научного сообщества и преподавателей высшей школы как не отражающий успехи современной биологии. В 1965 году по итогам работы комиссии при президиуме Академии педагогический наук РСФСР была выработана новая программа преподавания биологии в школе. Первым по ней был выпущен учебник Ю. И. Полянского «Общая биология» (1966). Над продолжающим его идеи учебником зоологии, вышедшим в 1969 году, работал коллектив ленинградских зоологов, прежде всего, сотрудников Зоологического института АН СССР. Редактором и одним из авторов первых изданий стал директор института — академик Б. Е. Быховский. После его смерти в 1974 году функции редактора взял на себя Д. В. Наумов, а после смерти последнего в 1984 году переработкой издания занимался М. А. Козлов.
Учебник переиздавался практически ежегодно и оставался основным в школах СССР и России с 1970-х до 1990-х годов, а также был переведён на английский и французский языки. В 1970-х годах по указанию Министерства просвещения материал был сокращён: была снижена терминологическая нагрузка, полностью исключены параграфы о губках, иглокожих и хоботных, а также об успехах современной зоологии, существенно сжаты некоторые другие блоки, например, параграф о головоногих моллюсках. Эти требования встретили неодобрение авторов, поскольку содержание издания во многом определялось интересом высшей школы к лучшей подготовке школьников к дальнейшей учёбе в вузах и широкому распространению современных представлений о зоологии. Методические разработки 1970-х и 1980-х годов способствовали дополнению Д. В. Наумовым учебника несколькими параграфами по фундаментальной экологии и охране природы.
В 1988 году издательство «Просвещение» выпустило первый альтернативный учебник зоологии, авторами которого стали А. И. Никишов и И. Х. Шарова, преподаватели Московского педагогического государственного института. На 2007 год учебник Б. Е. Быховского и соавторов уже не входил в перечень допущенных к использованию в процессе реализации образовательных программы общего образования.

## Критика
Начиная с предпубликационной версии и до последних изданий учебник оставался объектом критики педагогов средней школы из-за большого объёма материала и обилия терминов.

## Авторы
- Быховский, Борис Евсеевич (1908—1974), директор ЗИН АН СССР, гельминтолог
- Наумов, Донат Владимирович (1921—1984), сотрудник ЗИН АН СССР, книдариолог
- Козлова, Елизавета Владимировна (1892—1975), сотрудница ЗИН АН СССР, орнитолог
- Мончадский, Александр Самойлович (1897—1974), сотрудник ЗИН АН СССР, энтомолог
- Соколов, Анатолий Сергеевич (1922—????), сотрудник ЗИН АН СССР[8]
- Терентьев, Павел Викторович (1903—1970), заведующий кафедрой зоологии позвоночных ЛГУ, герпетолог
- Рыков, Николай Александрович (1910—1984), декан факультета естествознания Ленинградского педагогического института им. А. И. Герцена

## Редакторы
- С 1969 по 1973 год — Быховский, Борис Евсеевич, директор ЗИН АН СССР
- С 1974 по 1984 год — Наумов, Донат Владимирович, сотрудник ЗИН АН СССР
- С 1984 по 2000 год — Козлов, Михаил Алексеевич, сотрудник ЗИН АН СССР (РАН), энтомолог

## Комментарии
1. ↑  После реформы школьного образования 1987 года использовалось название «Биология. Животные», также были изменены номера учебных параллелей — «для 7—8 классов».